# البحث والإنقاذ

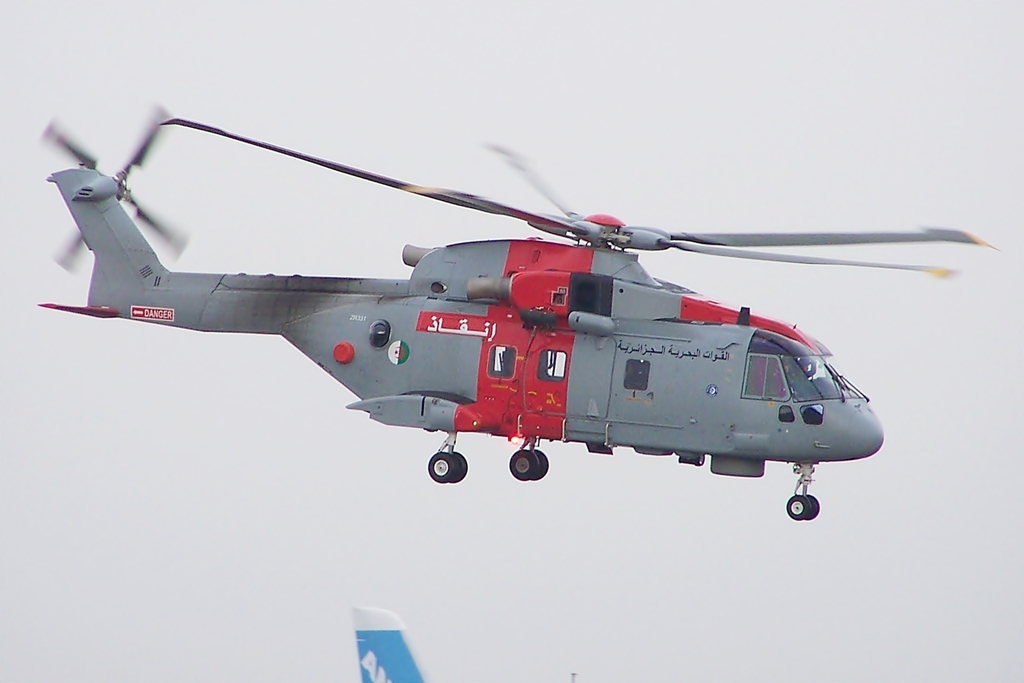
مروحية إنقاذ تابعة.

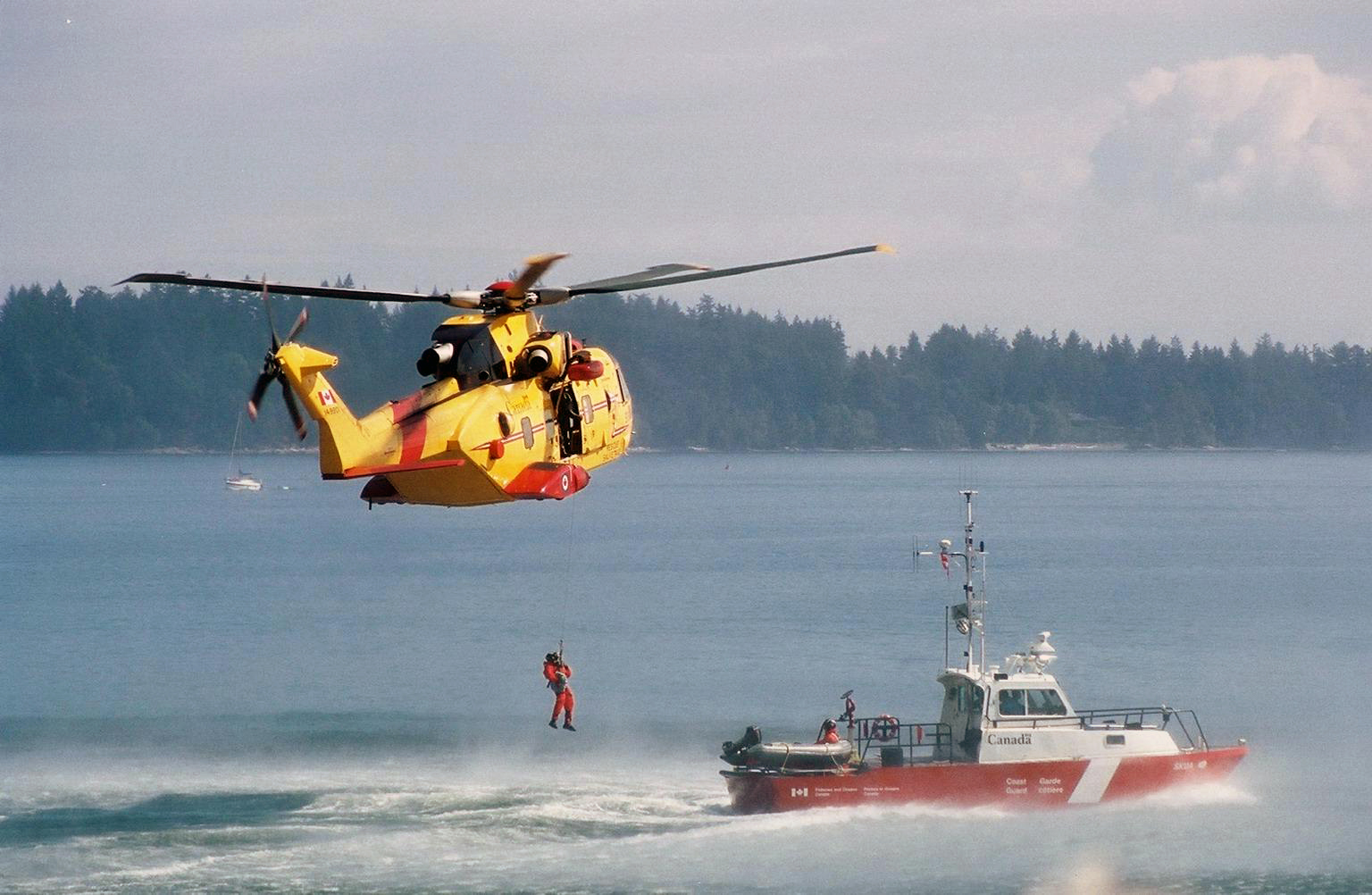
يظهر في الصورة رجل إنقاذ كندي متعلق بحبل من المروحية الكندية ،وقارب خفر السواحل كندي

عملية البحث والإنقاذ هي عملية البحث عن أشخاص في محنة أو في خطر وشيك وتوفير المساعدات لهم. يتضمن المجال العام للبحث والإنقاذ العديد من المجالات الفرعية المتخصصة ، والتي تتحدد عادةً حسب نوع التضاريس التي يتم إجراء عملية البحث فيها. وتشمل هذه عمليات الإنقاذ الجبلي. والبحث الأرضي والإنقاذ ، بما في ذلك استخدام كلاب البحث والإنقاذ (مثل وحدات K9) ؛ والبحث الحضري والإنقاذ في المدن ؛ والبحث القتالي والإنقاذ في ساحة المعركة والإنقاذ الجوي في الماء.

## تعاريف البحث والإنقاذ
هناك العديد من التعاريف المختلفة للبحث والإنقاذ، اعتماداً على ما تضمنه الوكالة.
- القوات الكندية: يشمل البحث والإنقاذ، وبند المساعدة إلى أشخاص، سفن أو حرفة أخرى والتي فيها خطورة.
- خفر السواحل الإمريكية: استعمال الموارد المتاحة لمساعدة الأشخاص أو الملكية في الضيق المحتمل أو الفعلي.[1]
- وزارة الدفاع الإمريكية: نسقت العملية عادةً من قبل مركز التنسيق والإنقاذ (RCC) وهو استعمال الموظفين والوسائل المتوفرة لتحديد مكان الأشخاص الذين في خطر وإنقاذهم، وتزويدهم باحتياجاتهم الطبية أو الأخرى الأولية، وتسليمهم إلى مكان الأمن.[2]

## أنواع عمليات البحث والإنقاذ

### إنقاذ جبل
وهيه عمليات إنقاذ في الجبال والأماكن المرتفعه بشكل محدد في التضاريس الوعرة والجبلية تكون لانقاذ اشخاص حاصرتهم الصخور أو سقطوا من المرتفعات باتجاه مناطق سحيقة.

### بحث الأرض والإنقاذ
البحث والإنقاذ البحري يتعلقان بالبحث وعمليات الإنقاذ في المناطق غير الحضرية (مناطق نائية أو بعيدة) وتسمى هذه العملية أيضاً بالبحث وإنقاذ البرية، الذي يتضمنان المناطق مثل شواطئ البحار أو بحيرات أو أنهار أو كهوف.

### بحث وإنقاذ حضري
البحث والإنقاذ الحضري (معروف كذلك بالبحث والإنقاذ المدني بينما تتعلق فرق USAR بالانهيار الهيكلي في أغلب الأحيان وإنقاذ تقني آخر) هي عمليات بحث وعمليات إنقاذ أجرياً في المدينة..

### بحث معركة وإنقاذ
البحث والإنقاذ المقاتل هو بحث وعمليات الإنقاذ التي تنفذ أثناء الحرب التي ضمن أو قرب مناطق الحرب.

### إنقاذ بحر جوي
إنقاذ البحر الجوي يشير إلى الاستعمال المشترك للطائرة والسفن السطحية للبحث عن واستعادة الناس الباقين على قيد الحياة.